# Gyóni Géza
Gyóni Géza (született: Áchim Géza, Gyón, 1884. június 25. – Krasznojarszk, Orosz Köztársaság, 1917. június 25.) magyar evangélikus teológus hallgató, költő és újságíró. Alkotói korszaka az 1910-es évek körül kezdődött és az első világháborún át 1917-ben, hadifogságban bekövetkezett haláláig tartott. A körülmények hatására kései lírájának fő témájává a háború vált, legnagyobb ismeretségre szert tevő verse pedig a Csak egy éjszakára… címet viselő alkotás lett, melyet Przemyśl második ostroma idején írt.

## Élete

### Ifjúkora és családja
Áchim Géza 1884. június 25-én született Gyónon. Édesapja Áchim Mihály, békéscsabai szlovák származású evangélikus lelkész, édesanyja Bekker Gizella volt. Érdemes említést tenni Áchim Mihály lelkész nagy családjáról (11 testvére volt), hiszen a soktagú família később jelentős szerepet játszik a költő életében. A család harmadik gyermekeként (2 nővére és egy halva született bátyja után) látta meg a napvilágot, később még három testvére született (Mihály, Ádám és Piroska), akik közül Ádám öccse (1890–94) nem érte meg a felnőttkort. A falut ekkoriban főként magyar és szlovák szegényparasztok lakták, édesapja 1870-től szolgált mint helyi lelkész. A család, egyházi teendőin túl, a lelkészlakhoz tartozó szőlőst és gyümölcsöst is művelte. A zsellérházak, nagy kertek, földesúri birtokok és kúriák színezte település maradandó nyomot hagyott Gézában, majd később több versének ihletője lett (például: Van egy falu, 1902; Itthon, 1908). Édesapja, lehetőségeihez mérten próbálta sokoldalú műveltséggel felruházni gyermekeit, Benczur Frigyes evangélikus oktató mellett Bleyer Jakab zsidó tanító is foglalkozott az Áchim gyerekekkel.
1893 végén a falun diftériajárvány söpört végig, az Áchim gyerekek sorra kapták el egymástól a betegséget. 1894. június 10-én a négyéves Áchim Ádám belehalt a betegségbe. Anyja ennek hatására idegösszeroppanást kapott, majd mély depresszióba süllyedt, fia elvesztését soha nem dolgozta fel. Ennek okán a tízéves Géza, Mihály öccsével 1894-ben nagybátyjához, Áchim Ádám szarvasi espereshez került.

### Tanulmányai
Ezután a szarvasi Vajda Péter Evangélikus Gimnáziumban folytatta tanulmányait. Kortársai szerint kitűnő tanuló, de a magánéletben rendkívül visszahúzódó, szomorú természetű diák volt és társaival keveset beszélgetett. Ekkoriban élte első szerelmének időszakát, választottja egy vele egykorú, Gizella keresztnevű leány. Érzelmeinek hatására szervezte meg az úgynevezett Zella-egyesületet, melynek elnöke lett (a „Zella” szó a Gizella névből képzett alak). Az osztályszinten működő egylet célja az „ideálokról való beszélgetés” volt.
1899. október 25-én Áchim nagybátyja váratlanul elhunyt, így Géza és Mihály fivére a Czövek családhoz került. A szigorú, vallásos nagybácsi után a Czövekéknél töltött időszak lényegesen szabadabb életet hozott az Áchim testvérek számára, mindketten megtapasztalták a dohány és az alkohol hatásait. Gyóni már ekkoriban gyakran kísérletezett versírással: az úgynevezett „fekete noteszban” gyűltek zsengéi, melyeket szarvasi szerelme, Gizella inspirált. Néhány korai verse meg is jelent a Képes Családi Lapban, ilyen például a Körös-parton című alkotás.
A hirtelen jött szabadság azonban nem tartott sokáig, 1900-ban Békéscsabára került, ahol a Rudolf Főgimnáziumba járt. Itt Vidovszky Ferenc házában kapott szállást, ahol ismét szigorú felügyelet alá került. Kedélyét emellett tovább rombolta, hogy elszakították Mihály öccsétől, aki a család másik rokonához került. Később azonban sikerült beilleszkednie új környezetébe, sokat foglalkozott tanulmányaival és a békéscsabai önképzőkör kiemelkedő tagja lett, itt végzett munkájáért többször szerepelt az érdemkönyvben. Emellett lassan elfeledte Gizellát, helyette egy „Katinka” keresztnevű francia kisasszonyt tett múzsájává. Ismerősei elmondása szerint Géza szenvedélye és elvágyódása kezdett destruktívan hatni tanulmányaira, ám családja közbelépésének köszönhetően jelesre érettségizett. Ezt követően magyar és történelem szakon, bölcsészkaron kívánt továbbtanulni, de végül meghajolt apja akarata előtt, aki papot szeretett volna nevelni fiából. Így 1902-től a pozsonyi evangélikus teológiára járt. Élvezte az egyetemi életet, bár többször is jelezte érdektelenségét a teológia irányában:
| „ | (…) egyedül az orientális nyelvekkel foglalkozom. A zsidóval kötelességből, az arabussal passzióból. Van egy kitűnő tanárom aki erővel orientalistát akar belőlem faragni. De ebbéli fáradsága azt hiszem, eredménytelen lesz (…) Ez a hely különben igazán termékenyítő és poézisom csak úgy ömlik. | ” |
|   | |   |

Amint fent is jelzi, több nyelven megtanult, gyermekkorában németül és latinul, Pozsonyban pedig a héber és arab nyelvekkel foglalkozott. Mindennek ellenére egyre kevésbé érdekelték teológiai tanulmányai. Ekkoriban számos verset és tárcát írt, lírai alkotásait ekkor már a „piros noteszban” gyűjtötte. 1903-tól több alkotását is közölte a Nyugatmagyarországi Híradó, s komolyan foglalkoztatta a lapalapítás gondolata.

### Szerkesztői és újságírói tevékenysége
Gyóni már 1902-ben saját lapot szeretett volna indítani társaival, erről az említett év októberében keletkezett, Szolár Ferenchez írott levele is tanúskodik:
| „ | Egy szépirodalmi és tudományos lapot fogunk indítani, amelynek eleinte főmunkatársa, később szerkesztője leszek. Mostani szerkesztője két III. é. [évfolyamos] teológus lesz. A címe kb. Színes Lapok. Megjelenik havonként egyszer, előfizetők sokasodása esetén kétszer… Én Gyóni Á. Géza néven fogok szerepelni. | ” |
|   | |   |

Bár a tervezett lap anyagi okokból nem valósult meg, jól példázza Gyóni ez irányú ambícióit. Fontos mozzanat volt a költő életében, amikor 1903 végén professzora, Kovács Sándor beajánlotta korrektori munkára a Nyugatmagyarországi Híradó című laphoz. Egyre több időt töltött a szerkesztőségben, s mindinkább elhanyagolta tanulmányait, a kötelező héber nyelvvizsgát már le se tette. Összeállította első verseskötetét, mely 1904 januárjában jelent meg Versek címmel. Január 24-én, verseskötetének megjelenése napján szobájában pisztollyal szíven lőtte magát, ám életét meg tudták menteni, öngyilkossági kísérlete kudarcba fulladt. A sok találgatás ellenére tettének okára a mai napig nem született magyarázat. Az eset következményeként viszont el kellett hagynia a pozsonyi főiskolát, felépülése után, 1904 nyarától visszatért a laphoz, és annak aktív munkatársa lett: korrektori munkakörén túllépve szerkesztett, híreket gyűjtött, tárcákat és verseket közölt.
1905-ben apja hazahívta Gyónra, ahol mint jegyzőgyakornok helyezkedett el. A jegyzői iroda és a falu szellemi színvonala elszomorította, elhatározta, hogy kísérletet tesz a helyi kultúra fejlesztésére. Így ismét felmerült a lapalapítás gondolata. A fennmaradt címtervekből (pl. Buborékok, Csak a fejét) Fábián Miklós irodalomtörténész arra következtetett, a tervezett tudományos lap helyett Gyóni később már inkább élclapot szándékozott indítani. Önálló lapot ekkor sem tudott finanszírozni, ám elérte, hogy a Kiskunsági Híradó fióklapjaként létrejöjjön az Alsódabas és Vidéke elnevezésű folyóirat, amelynek szerkesztője Gyóni Géza lett. Cikkeiben a haladás mellett foglalt állást, támogatta például a telefon terjedését, 1906-ban, a vidéki lapok közül elsőként „támogatta az agrárszocialista mozgalmakat.”
Gyónit néhány hónap múlva Pestre hívták, jegyzőgyakornoki tanfolyam elvégzésére. Távozásával a kevéssé népszerű Alsódabas és Vidéke lap is megszűnt. 1908-ban visszatért szülőfalujába, ahol ismerősi támogatására lapot alapított Dabas és Vidéke néven. A lapról a Gyóni-kutató Sin Edit a következő véleményt fogalmazta meg: „… változatos cikkei, érdekes, egyéni stílusa miatt még akkor is figyelemre méltó, ha a négytagú szerkesztőségnek sok mindenben alkalmazkodnia kellett a helyi úri közönség igényeihez.” A lapot általános érdeklődés és előfizetők hiányában a 13. számmal megszüntették. Cikkeiben társadalmi kérdésekkel, az oktatásüggyel is foglalkozott, társadalomkritikaként pedig nem egyszer jelent meg dzsentriket pellengérre állító írása. A kisszerű életforma nem biztosította számára a kellő szellemi fejlődést, az elmaradott vidéken zajló életét ritkán szakították meg pesti látogatásai, melyek alkalmával megismerhette a nagyvárosi életformát.
A lap megszűnését követően folytatta jegyzőgyakornoki tanfolyamát, Budapestre költözött. Megismerkedett Dapsy Gizellával, aki később támogatója és élete végéig jó barátja maradt. Ám Gyóni a tanfolyam helyett kávéházba és könyvtárba járt, társaságot keresett, könnyelmű életmódot folytatott, melyről egy barátjának írt levelében így nyilatkozott:
| „ | Szerkesztői szoba, bőrgarnitúra és még mi minden, amiről valaha álmodtam!… Ki gondol most ezekre? Mellem kitárom és belekiáltok a cudar életbe: Ej, élet uzsorásai, csak egy kis írnoki állást juttassatok, s szívjátok ki lelkemet, csak éhen ne pusztuljak. Csak egy inci-finci díjnokságot, nagytekintetű és méltóságos urak, ahol élni és sírni lehessen! | ” |
|   | |   |

Barátainak köszönhetően 1910-ben a Soproni Naplónál helyezkedett el mint újságíró, 1912-ig Sopronban élt. Itt ismerte meg Fretter Józsefné Murányi Jolánt, akibe szerelmes lett és találkozásukról Gáspár és Mária címmel elbeszélést is írt. A lapnál versei mellett cikkei, vezércikkei és műismertetései is megjelentek, ám a névjelölés hiánya miatt csak lírai alkotásai beazonosíthatóak. Gúnyverseivel (melyek később a Vasárnapi ódák sorozatcím alatt jelentek meg) gyakran pellengérezett ki ismert közéleti személyiségeket, így például Az elnök című versével gróf Tisza István miniszterelnököt. Többek között ennek okán 1912 júniusában levélben értesítették, felmondtak neki. Állás nélkül maradt, néhány barátjával viszont Sopron címen ellenzéki lapot szándékozott indítani, amely vállalkozását 1912 őszén siker koronázta: a folyóirat felelős szerkesztője lett. A Soproni Irodalmi Kör estjén 1912. október 28-án elszavalta a Cézár, én nem megyek című háborúellenes költeményét, amivel óriási sikert aratott a hallgatóság körében. Az ügyészség azonban a költemény miatt eljárást indított ellene, néhány héten belül megfosztották állásától.
Eseménytelen, unalmas telet követően 1913. február 13-án Nádasy József szabadkai színházigazgatónak köszönhetően állást kapott a Bácskai Hírlapnál. Itt versei megjelenése mellett fő területe tárcák és színkritikák írása volt. Kritikáit a Színházi Újság is több ízben közölte. Sok új ismeretséget kötött, társasági életet élt, Nádasy József igazgatóval végig jó barátságban maradt és megismerkedett Ruhanzi Nándornéval akit későbbi verseiben és leveleiben Gabriella, Ella vagy Őrangyal neveken említ. Mintegy másfél éve dolgozott a lapnál, mikor 1914 júniusában értesült a szarajevói merényletről, mely után röviddel behívták a korneuburgi ezredbe.

### Katonai szolgálata és részvétele első világháborúban
Gyóni öccséből, Mihályból apja támogatása mellett sikeresen katonát neveltek, míg Géza újságírással és tanulással múlatta idejét a fővárosban. 1907. október 1-jétől – valószínűleg apja közbenjárására – két hónapra behívták az éppen Budapesten dorbézoló költőt. Alapkiképzését az Üllői úti Mária Terézia laktanyában kapta, majd a piliscsabai katonai táborba vitték. Végül a Bécs melletti Korneuburgba került, egy császári és királyi vasúti- és távíróezredhez. Nem szerette a szolgálatot, Gyóni Ferenc szerint már ekkor megfogalmazódott benne a Cézár, én nem megyek kezdetű vers antimilitarista hangulata.
Önkéntes szolgálat helyett póttartalékosnak állt, így két hónap múltán hazaengedték. 1909 tavaszán, a Bosznia-Hercegovina annektálását követő feszült balkáni helyzet miatt Gyónit újra behívták, ezredével Szarajevóba került. Síneket, utakat építtettek vele, a költőt lelkileg megviselte a szigorúság és a fizikai munka élményeiről a következőképpen írt levelében:
| „ | Egy nagy kalapáccsal kell követ törnöm. A kőszilánkok hegyesek, nem verik ki a szememet, csak az arcomat csapkodják. A hó sűrűn esik de csak a blúzunkon látszik meg, a földön csak a sár lesz nagyobb. Egy altiszt - sok pénzemben van - megkönyörül, kiveszi a kalapácsot a kezemből és egy lapátot ád helyette. Az összetört követ kell taligára raknom, a taligát egy másik tolja felfelé a hegyen. Mindig azt várom, hogy felébredjek. Olyan érzésem van, mintha Caligula rabszolgája lennék. Egy percre megáll kezemben a lapát és a hófátyolon át lenézek a városra. Végtelen keserűség fog el. De egy őrmester rögtön rám ordít: Nicht stehen! - és megy a rabmunka megállás nélkül. | ” |
|   | |   |

Egyetlen örömét Dapsy Gizella („Nil”) levele jelentette, melynek mellékleteként elküldi az időközben megjelent Szomorú szemmel című verseskötetét. 1909 májusában leszerelték, hazatért szülőfalujába. Itt töltött néhány hónapot, míg megkapta állását a Soproni Naplónál. Édesapja, a nyugalmazott gyóni lelkész, Áchim Mihály 1911]szeptemberében elhunyt. 1912. augusztus 9-én újra behívták, először Korneuburgba, onnan pedig Szarajevóba került. Ekkor írta meg a már többször említett, híressé vált Cézár, én nem megyek című versét. A háborúellenes vers miatt több eljárást is indítottak ellene, barátai javaslatára Egy római katona hagyatékából alcímmel látta el a verset, időben eltávolítva ezzel az aktuálpolitizálástól.
1914 júliusában, a szarajevói merényletet követően a társadalom döntő többségéhez hasonlóan üdvözölte a háborút. Augusztus 1-jén mint korneuburgi póttartalékost mozgósították, ezredével Przemyśl erődjébe került, ahol végül nyolc hónapot töltött. Lírája rövid időn belül elkomorult, néhány hét elteltével kiábrándult a háborúból. Folyamatosan írt, sorra jelentek meg elsősorban bajtársainak szánt versei a przemyśli Tábori Újságban, 1914 végén kiadták Lengyel mezőkön, tábortűz mellett című kötetét, benne a háború kitörése írott verseivel. A kötet oly nagy népszerűségnek örvendett a várvédők körében, hogy további négy kiadást ért meg az erőd feladásáig. 1914 szeptemberében megkezdődött Przemyśl első ostroma, amely október 10-én osztrák-magyar győzelemmel ért véget. De a Kuzmanek Hermann vezette védősereg öröme nem tarthatott sokáig, ugyanis az oroszok alig egy hónap múlva ismét körbevették a várost, november 8-án megkezdődött Przemyśl második ostroma. Az élelmiszer-tartalékok mindössze negyven napig fedezték volna a 130 000 fős védősereg szükségletet, Przemyśl azonban óriási nélkülözéssel egészen márciusig kitartott. 1915. március 22-én a védők megadták magukat, körülbelül 120 000 katona, köztük Gyóni Géza hadifogságba esett.

### Élete hadifogolyként

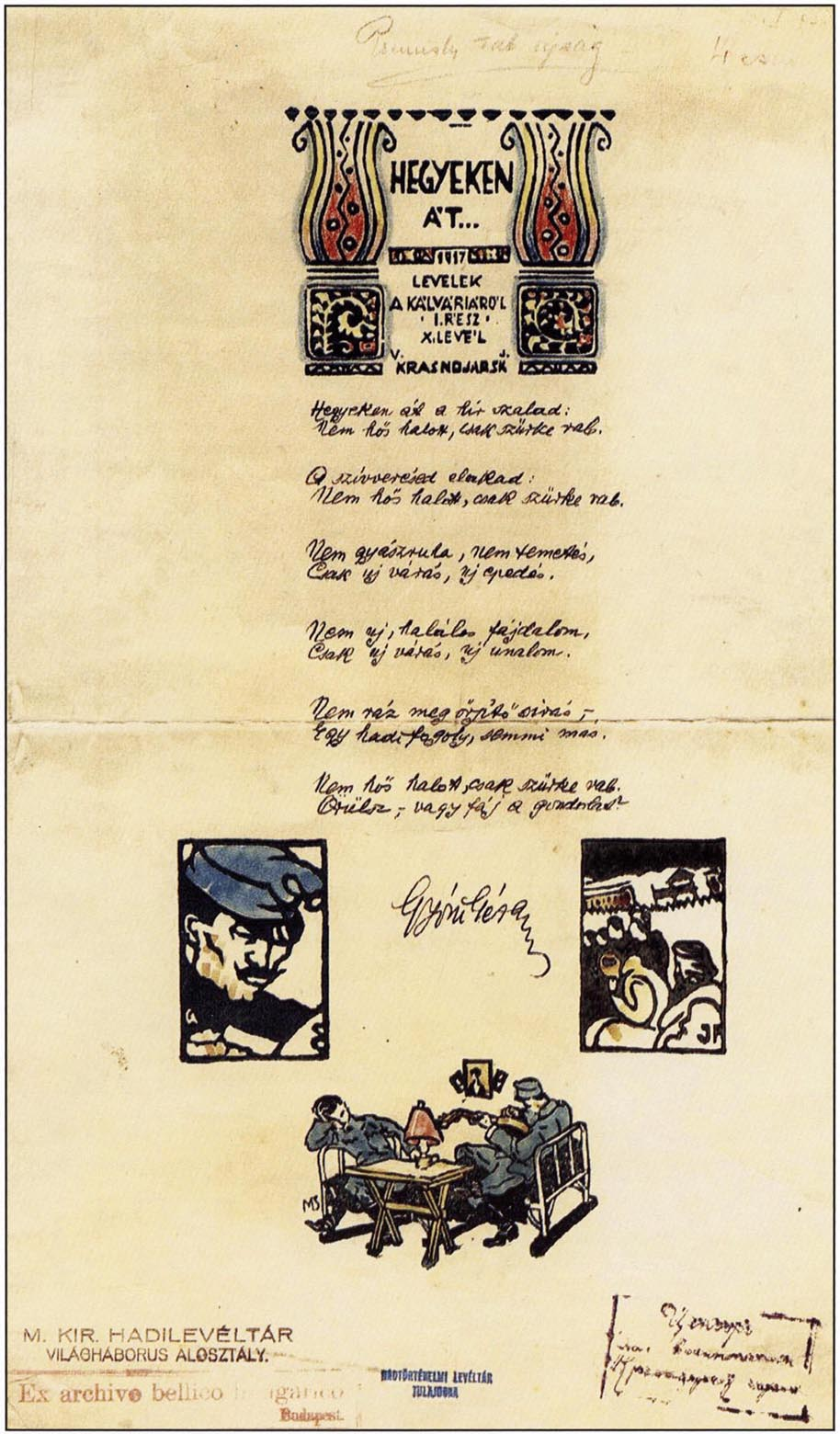
A krasznojarszki hadifogolytáborban készített emléklap 1917-ből, amelyre Gyóni Géza saját kezűleg írta Hegyeken át… című versét. Az emléklapot 700 példányban sokszorosították és a költő aláírásával 1 rubeles áron árulták, a befolyt összegből a póttartalékos hadifoglyokat segítették. Ékes példája ezen tett Gyóni szociális érzékenységének, amely egész életét végigkísérte.

Gyóni még Przemyśl várában találkozott Mihály öccsével, aki vele ellentétben nem legénységi állományú volt, hanem főhadnagy volt és tisztként szolgált. Az erőd eleste után Mihály maga mellé vette bátyját mint tisztiszolgát, így biztosította, hogy együtt maradjanak a hadifogság alatt – mindemellett így Géza is a tiszti kocsiban utazhatott és tiszti barakkban lakhatott, összehasonlíthatatlanul jobb körülmények között, mint legénységi állományú társai. A százezernyi hadifogoly néhány nappal a város március 22-i eleste után kezdte meg menetelését a szibériai Krasznojarszk hadifogolytábora felé. A hadifoglyok tömege a Kijev–Moszkva–Inza–Alatír–Omszk–Krasznojarszk útvonalon haladt Szibéria fagyos tájai felé.
E nagy, szomorú menetelést számos irodalomtörténész (például Kispéter András vagy Fábián Miklós) is „Gyóni Géza kálváriájának” vagy „kálváriaútjának” nevezi. Mindezzel utalnak a költő Levelek a Kálváriáról elnevezésű versciklusaira. Az utazás minden szomorú körülménye ellenére ihletet jelentett a költőnek, sokat írt. Végül a menet megérkezett a Krasznojarszktól mintegy tíz kilométerre fekvő Vojennij gorodok katonavárosba. A költő itteni életmódjáról sokat mond volt fogolytársa, Csiha Barna visszaemlékezése: „(…) Gyóni Gézát Mihály öccsével a mi szobánkban szállásolták el. Az ajtóközeli, léghuzatos szögletben volt az ágyuk. Gyóni első pillantásra mogorva embernek látszott. Olyan csendre vágyó. Talán, hogy ne hallja az állandóan ismétlődő ajtócsapkodás süketítő zaját és a kiabálást, kerítette körül deszkákkal ágyát, mintegy külön szobát képezve magának. Ritkán mozdult ki a barakkból. Napjában sokat feküdt ágyán. S ha olykor magára maradt, verset írt: szakadt papírokra, kis cetlikre. Mindegy volt neki, csak írhasson.”
Hadifogságának monotóniáját csupán néhány alkalommal szakították meg derűre okot adó események. Ilyen esemény volt például amikor megismerkedett Ali Hajdár török költővel, akivel arab nyelvismeretének segítségével sokat tudott kommunikálni és baráti viszonyba került. De ugyanúgy említésre méltó Rosthyné Forgách Ilona grófné látogatása a krasznojarszki táborban Vöröskereszt megbízásából. A grófné Gyóni számára örömteli híreket hozott: otthon a Petőfi Társaság rendes tagjává választotta és megjelent a Lengyel mezőkön, tábortűz mellett című kötetének második kiadása. A grófné beszámolt továbbá a közelmúltban lezajlott Ady-Rákosi vitáról (melyben Gyóni, tudtán kívül is erősen érintett volt) és magával vitte a költő kéziratait, leveleit és műveit (24 alkotást). Ezen boldogabb órákat leszámítva a hadifoglyok élete meglehetős egyhangúságban telt. 1916-ban Gyóni Géza és testvére angol és francia nyelven kezdett tanulni. Gyóni ismét tanúbizonyságot tett remek nyelvérzékéről, rövid időn belül már Oscar Wilde és Thomas Moore műveit fordította.
Társai sokat tettek érte, hogy tisztté való előléptetését elfogadtassák a táborvezetéssel, így ismételten sikerült megakadályozni a költő legénységi barakkba való lekerülését. 1916 februárjában hitelesnek vették hadapróddá, majd zászlóssá való kinevezését. Ennek ellenére kedélyállapota csak romlott, leveleire nem kapott választ szerelmétől, Ruhanzi Nándornétól, akit ekkoriban már csak „Őrangyalnak” vagy „Lusynak” nevezett. A zord, hideg időjárás kikezdte a foglyok immunrendszerét, sokan betegedtek le, Mihály öccse után maga Gyóni is. Lírájában mindezek a körülmények az eddiginél is szomorúbb, az elmúlás és a halál témáját idéző művekben nyilvánulnak meg (Rab vackokon, Magyar végzet, Sírvers).

### Utolsó hónapjai és halála
A költő utolsó hónapjai alatt a hadapróddá való előléptetésétől a haláláig terjedő időszakot értjük. A márciustól kezdődő, mintegy négy hónapos időszakban Gyóni 19 költeményt és egy drámát írt, utóbbit elégette de verseiből is több elpusztult vagy eltűnt. A testvérek helyzete egyre reménytelenebbé vált, mindketten megromlott egészségügyi állapotban várták a háború végét. Ekkoriban ismerkedett meg a szocialista eszmékkel, melyekkel kiábrándultságában rokonszenvezett, mindez további lendületet adott társadalmi érzékenységének. Levelet írt Fényes Lászlónak, a Népszava című szociáldemokrata lap munkatársának, melyben arra kérte, küldjön annyi ruhát, ruhaanyagot, rongyot amennyit csak tud, hiszen több tízezer osztrák-magyar hadifogoly panaszkodott hiányos ruházatáról a dermesztő szibériai éghajlaton.
Nacionalista eszmeisége végképp a háttérbe szorult, gyakorlatilag baloldali érzelművé vált. Amint tudomást szerzett az 1917-es orosz polgári forradalomról egy levelében reménykedve írta: „ezt a forradalmat meg kell valósítani otthon is”. Ekkor rövidebb ideig reménykedett még a szabadulásban, ám Mihály öccse 1917. június 8-i halála után depresszióba süllyedt, nagyon megviselte fivére halála, akivel gyermekkora után a hadifogolytáborban került újra szoros viszonyba. Ennek hangulata tér vissza az Öröme van a pacsirtának és a Mihályt hazaviszem című versekben. 1917. június 13-án elszavalta Béke jön című költeményét, amely nagy hatással volt a hallgatóságra. Egy nappal a sikeres előadás után végrendelkezni kívánt, sokak szerint ekkor erőt vett rajta az anyjától örökölt elmezavar. 15-én megírta egyik utolsó, Gyónás című versét, melyet felvésett az ágya melletti falra. Ugyanettől a naptól számítják tébolyultságának fokozódását: hallucinált, magában beszélt, nem vett többé tudomást a külvilágról. Tíz napot élt még meghasadt tudattal, míg végül 1917. június 25-én, napra pontosan a 33. születésnapján, Gyóni Géza befejezte földi pályafutását.
Temetéséről Z. Szalai Sándor a következőket írta az 1967-ben megjelent Csak egy éjszakára című Gyóni-emlékkötet életrajzi tájékoztatójában: „Tízezres tömeg kísérte utolsó útján; ezúttal a tábor őrei is fegyver nélkül vonultak ki. A sokféle nemzetségből jött népek végtisztelete pedig jelképpé nőtt: a hányatott költősors jóvátételéül is. Barátai vasabronccsal csavarták körül derekát, ha netán hazai földbe kerülhetne vissza, felismerhessék.” A költő halálát követően felettese, Molnár Elek ezredes összegyűjtette hagyatékát mely versekből, novellákból, vázlatokból, néhány ruhadarabból, írószerszámból és két női retikülből állt. Az összegyűjtött holmit egy nagy faládába rakták és őrizték egészen a tábor felszámolásáig. Ekkor társai legnagyobb bánatára világossá vált, a mintegy kétméteres ládát nem tudják magukkal hazavinni, így az óriási mennyiségű kiadatlan és ismeretlen alkotást elégették.

## Költészete
Gyóni költészetét Mikola Géza tanulmánya alapján négy szakaszra oszthatjuk:
- Ifjúkori költemények (Versek című kötetben)
- Az Ady-hatás ideje (Szomorú szemmel és az Élet szeretője kötetek)
- A háborús korszak (Lengyel mezőkön, tábortűz mellett című kötet)
- A hadifogság kora (Levelek a kálváriáról és Rabságban kötetek)

### Ifjúkori költészete
Gyóni korai költészetére nagy hatással volt közvetlen élettere, Gyón és környékének falusi környezete. Többek szerint nagy mértékben hatott Gyónira édesanyja agybaja, melyet Géza öccse, Ádám korai halála váltott ki az asszonyból. Irodalomtörténészek szerint Gyóni örökölte anyjától az elmezavart és utolsó napjaiban ez ütött ki rajta. Érdemes megemlíteni a kötetben szereplő Anyám-ciklust, Gyóni ennek öt versében idézi fel szeretett anyja fájdalmát és állít emléket neki.
Gyóni Géza első irodalmi korszakának hű lenyomatát adja az 1904-ben Versek címen megjelent kötete. Fábián Miklós szerint a versek Petőfi, Vajda János, Reviczky Gyula műveinek hangulatát idézik és az ő hatásuk figyelhető meg bennük. Ezzel ellentétben áll Mikola Géza véleménye, aki szerint túlzó még ekkor Reviczky, vagy Vajda hatásáról beszélni. Témákat tekintve elmondható, hogy Gyóni megverselte fájdalmait: szerelmi csalódásai és apja erős akarata megviselte lelkét ezért elsősorban rezignáltabb, búslakodó versek alkotják a kötetet melyeknek már címei is árulkodóak (Elválás, Szomorúság, Búcsú, Bolyongás stb.). A versek elsősorban gyermekkorból származó nosztalgikus mozzanatokat dolgoznak fel, de megjelenik az Istenhez való fohászkodás is (például a Csend című versben). Különös jellemzője Gyóni verseinek egy szinte állandóan jelenlevő halálkép, amely szerelmi lírájának is meghatározó elemévé válik. A költő eme visszatérő halálmotívumot szimbólumként vagy képként, de gyakran valóságként jeleníti meg. Korai verseiben Mikola szerint a szerelem és a halál összekapcsolása még nem tudatos, Gyóni öntudatlanul szövi bele verseibe, a későbbiekben e két érzelem azonban elválaszthatatlanul is összefonódik lírájában.

### Az Ady-hatás ideje
Gyóni Géza művészetével foglalkozva elengedhetetlen az Ady Endréhez és költészetéhez való viszonyának tárgyalása. Gyóni kritikusai egyhangúlag egyetértenek abban, Ady jelentős hatást gyakorolt Gyóni költészetére „csupán a hatás nagyságát mondta az egyik nagyobbnak, a másik kisebbnek, nyilván aszerint, hogy mennyire ismerték vagy szerették Adyt” Kispéter András vagy Mikola Géza szerint azonban itt nem mester (Ady)–tanítvány (Gyóni) vagy költő–utánzó viszonyról van szó. Sokkal inkább beszélhetünk Gyóni közvetítő szerepéről a régi 19. századi irodalom, és az Ady által képviselt modern magyar líra közt.
Érdemes párhuzamba állítani a két költő életútját: Ady 1877-ben Érmindszenten Erdélyben, Gyóni 1884-ben született, szintén vidéken. Gyóni édesapja evangélikus lelkész, Ady anyai ősei református prédikátorok voltak. Mindketten szülői utasításra polgári pályán próbáltak elhelyezkedni: Adyt főszolgabírónak, Gyónit („papi pályáról való lesiklása után”) jegyzőnek szánták szülei, de végül mindketten az újságírói pályán tudtak tartósabban elhelyezkedni. Mindketten kiváló újságírók voltak. Ezen túl azonban mindketten a „schizothym embertípushoz tartoztak, vagyis ahhoz az embercsoporthoz, melynek az élet reális feléhez kevés köze van, lelkük a misztikum és a fantázia világa felé hajlik és ha életük vonalát megtöri valami, akkor végzetes hasadás támad külső és belső világuk között.” Ilyen hasadás lehet Adynál a korán összeszedett vérbaj, Gyóninál az „anyjától származó” tudatzavar. Mindezeket figyelembe véve nem okoz különösebb meglepetést, hogy a fiatalabb és valamivel kisebb tehetségű Gyónira döntő hatást gyakorolt Ady. Ezzel nem is volt egyedül, hiszen a huszadik század elejének felnövekvő költőgenerációja nagy hányada tekintette követendő példának az érmindszenti költő munkásságát.
Gyónit a századforduló utáni évtizedben ismertette meg Ady költészetével támogatója, Dapsy Gizella költőnő. Nagy hatást gyakorol művészetére, már 1909-ben megjelent Gyóni Ady Endrének című verse, ami jól bemutatja „a fáradt üstököshöz” fűződő viszonyát. Gyóni Géza soha nem hitte magát Ady Endre utánzójának, ő maga is megvetette az ő formáit silányan másoló divatköltőket, akik éppen úgy nem értették, mint ahogy ellenfelei sem akarták megérteni. „És utálod e tolvaj kicsi bandát,/Mint én utálom s kinek bátor ívén/Mágnesszekered hiába rohant át.” jegyzi meg Gyóni a vers későbbi soraiban. Mikola Géza szerint Gyóni Géza adottságaival sikeresen tudta tolmácsolni „Adyt a legszebben és az Ady-ellenesek számára is tetszetősen”, ő ugyanis azon kevesek közé tartozott, akik az első perctől értették Ady mondanivalóját.
Formai hasonlóságokat tekintve említhetjük az erős Ady-hatás alatt álló verscímeket: Senki küldöttjei, Gőgös Hunniában, Aratás nélkül, Mea culpa, vagy a szinte szó szerint átvett sorokat: „S jön a halálgép muzsikálva” (Ady) – „Mikor a halálgép muzsikál felettünk” (Gyóni), de beszélhetünk hasonló témájú és formájú versekről is: Én kifelé megyek (Ady) – Én is elmegyek (Gyóni). Érdekességnek számít, hogy Gyóni Przemyślben megjelent Lengyel mezőkön, tábortűz mellett kötetében található egy Tábortűz mellett című vers, és ugyanezen címmel lelhető fel egy költemény Ady 1918-as Halottak élén kötetében. Az erőteljesebb Ady-hatást mutató versek a Szomorú szemmel (1909, Budapest) és Az élet szeretője (1917, Budapest) címet viselő Gyóni Géza verseskötetekben jelentek meg. Egyébként sohasem találkozott Ady Endrével, legfontosabb kapocs közöttük az őt és Adyt is jól ismerő Dapsy Gizella (Nil) volt.

### A háborús korszak
Gyónit 1907-ben, 1909-ben és 1912-ben is behívták rövidebb időre, míg első világháborús katonai szolgálata 1914. augusztusi mozgósításától Przemyśl 1915. márciusi elestéig tartott. Első világháború előtti háborús lírájának legfontosabb darabja az 1912-ben, szarajevói szolgálata alatt keletkezett Cézár, én nem megyek című vers. Az alkotás magas irodalmi értékén túl többször került – szerzőjéhez hasonlóan – viták középpontjába. Alaphelyzetében egy római legionista fellázad császára hadba küldő parancsa ellen, inkább adná életét azért, hogy ne kelljen harcolni mennie. A világháború küszöbén álló Európában ilyen témájú művet nyilvánosságra hozni elég nagy bátorság volt, Gyóni ráadásul Sopronban el is szavalta a verset, mely nagy hatással volt a hallgatóságra, azonban felkeltette az ügyészség figyelmét, amely eljárást indított az „antimilitaristának” tartott költemény miatt. Mikola Géza felteszi a kérdést mennyiben tartható háborúellenesnek Gyóni verse. Elgondolkodtató ugyanis, hogy az 1914-ben „igazságos háborúnak örvendő” költő hogyan írhatott két évvel korábban ilyen hatásos békepárti költeményt. Mikola szerint a vers fő gondolata nem a háború elvetése, hanem az élet igenlése: „Az élet szent dala ez minden erőszakkal szemben. Nem a pacifizmusról van itt szó, hanem arról, hogy mindenkinek megvan a maga szent, egyéni joga ahhoz, hogy saját életét élje.” Tehát sokkal inkább beszélhetünk egy fiatal, nagy remények előtt álló férfi forró életszeretetéről, mintsem háborúellenességéről. A szerző egyszerűen többre tartja az élet kisebb-nagyobb örömeit, mint a háborúban való korai halált. Túl ezen a magyarázaton, tudnunk kell, Gyóni nem értett egyet Bosznia bekebelezésével és a balkán-háborúkkal.
Az első világháború kirobbanásának hírére 1914. július 30-án megírta a Ferenc Ferdinánd jár a hadak élén kezdetű költeményt, melyben a meggyilkolt trónörökös a Szent László-legendához hasonlóan visszatér a halálból és katonái élére áll. Mindazonáltal tisztázni kell, Gyóni nem hódító céllal, más népek eltiprására buzdítja bajtársait, úgy vélekedett a háború a magyarság önvédelmét szolgálja, felült a nacionalista propagandának de hamar belátta tévedését. A háborúból néhány hónap múltán kiábrándult Gyóni viszont később egész életében szégyellte ezen költeményét, mellyel biztos alapot szolgáltatott arra, hogy később a háború költőjeként éljen a köztudatban. Augusztus 1-jén behívták mint korneuburgi póttartalékost és rövidesen Przemyślbe került, ahol hadifogságba eséséig 8 hónapot töltött és 31 ismert verset írt. Az elsők között születik meg szeptember 6-án a Magyar katonák dala, mely népdalos formájával és a Cézár, én nem megyekben megismert család- és otthonszeretetével, honvágyérzésével hamar nagy népszerűségre tesz szert a harcoló csapatok körében. Szeptember 18-án írott Üzenet a kedvesnek című költeményben ismét megjelenik a halál és a vissza-nem térés szomorúsága. Százada már az első hónapokban véres harcokba keveredik és elveszíti állományának közel felét, ezt próbálja feldolgozni az októberben keletkezett Ítélet napjai című költemény, amelyben megjelennek a háború borzalmai. Közben több versét is hazaküldi, de a fővárosi lapok nem közlik alkotásait, csalódottságában írja meg a Levél nyugatra című versét, melyet barátai javaslatára Rákosi Jenőnek ajánl, mondván így a befolyásos lapszerkesztő nagyobb eséllyel figyel fel költeményére. Versében kritizálja az otthon maradottak viszonyulását költészetéhez, melyet egy levelében így említ: „Dögölj meg, szegény pára, ott a véres árkokkal barázdás földjén a gránátoknak, de harci verseket majd csak mi irkálunk itt a kávéházak asztalain két pikoló fekete közben.”
A véres harcokkal teletűzdelt október nagy hatást gyakorol Gyónira, az átélt borzalmak és megrázó események, a reménytelenség és a szellemi magány elkeseríti, de fel is ingerli a költőt. Ezekből a roppantul mély, erős érzelmekből született meg 1914 novemberében legmaradandóbb és legismertebb verse, a Csak egy éjszakára… című alkotás. A mű 1914. december 14-én jelent meg a przemyśli Tábori Újságban, s még a hónap végén kiadták az erődítmény nyomdájában készült Lengyel mezőkön, tábortűz mellett elnevezésű verseskötetet is. Az apokaliptikus borzalmakat és halált, a háború minden szörnyűségét híven bemutató költemény rögtön nagy népszerűségre tett szert. Sikerét a vers erején túl szerzőjének személyes részvétele és szomorú sorsa is erősítette. Gyóni e költeményében „a háború okozóit, haszonélvezőit hívja a lövészárokba” („Csak egy éjszakára küldjétek el őket/A pártoskodókat, a vitézkedőket.”)
Háborús költészetének még fontos darabja az Alexis levele Alexandrához. E versnek hátterét az adja, hogy a védők kezébe került orosz levelek az ostromlók seregének borzalmas állapotáról számolnak be, a támadó oroszok tudták, a várat erőből nem tudják bevenni, felszerelésük és ellátmányuk azonban nem elegendő kiéheztetéséhez, éhhalál szélére kerültek. Ekkor helyezkedett egy ostromló orosz közkatona (Alexis) szerepébe a költő, ki feleségének ír búcsúlevelet. Ám a vers könnyen értelmezhető Gyóni búcsúdalául is.

### A hadifogság kora
Przemyśl elestével több mint százezer osztrák-magyar katona esett fogságba, köztük Gyóni Géza és öccse Mihály. Öccsének szívtágulása lett, ezért engedélyezték, hogy Géza tisztiszolgaként mellette maradjon. Az új eszmék rabja, a szabadság és „az élet szeretője” kezdetben igen nehezen viseli a fogságot:
| „ | Gyalázatos dolog hadifogolynak lenni. | ” |
|   |                                       |   |

A hosszú utazás során megfigyelt idegen tájak még a szomorú körülmények ellenére is megihletik, így születik meg az Orosz tájkép című verse. De a hosszú menet nosztalgiára is időt ad, ezen élményeknek szüleménye az Omszki emlék, melyben a költő egy éhhalál szélén álló asszonyt és halott gyermekét véli látni, s az impresszió akaratlanul is összefonódik édesanyja emlékével. Ám a kietlen orosz tájon való végtelennek tűnő út egyre inkább elkeserítette a foglyokat, Gyóni lírája is elkomorult, rezignáltabbá és elégikusabbá vált (erről tanúskodik például a Halkabban járjon aki él elnevezésű vers).
De az út során született egyik legfontosabb művének jelentős része is, ez a Levelek a kálváriáról versciklus. Mellyel Gyóni, Mikola Géza szerint „megírta a magyar irodalom egyik legszebb szerelmi ciklusát”. A 33 költeményből álló ciklus első kilenc verse még az ostrom alatt álló Przemyślben született, a többit a Krasznojarszk felé vezető úton írta. A levelek egyenként saját kálváriaútjának egy-egy stációját jelenítik meg. A versek összekötő erejét az „Őrangyal” iránt érzett szerelemről való merengés adja. Remekül élte bele magát a nő szerepébe, „ritkán rajzolta meg férfi olyan mély psychologiával egy asszony lelkivilágát, mint Gyóni ezekben a versekben.”
A tábor unalma és a halál állandó érzete számvetésre készteti a költőt, így keletkezett 1915 novemberében a Magyar bárd sorsa című verse, 1916 januárjában pedig a Harminc évig a pusztában. Melyek önéletrajzi vonatkozásokon túl a költő lelkiállapotát is híven tükrözik az adott időben. 1916. március 15-én a magyar foglyok megünneplik ugyan a forradalmat, de a táborparancsnokság nem engedélyezi a kokárda viselését, ennek keserűségéből született meg A kokárda című verse, amit a háború utáni években az irredenta versek előfutárának tartottak. Már 1916 végén megírja Sírversét, melynek befejező sorai szállóigévé váltak. Az orosz forradalom hírére megszületik A béke jön című verse, de átmeneti derűje után gyorsan visszaesett depressziójába. Öccse állapotának romlása, majd halála végképp elkeseríti a költőt az ezt követő időszak legnagyobb részét már elborult elmével töltötte (öccse halála inspirálta az Öröme van a pacsirtának és a Mihályt hazaviszem verseket). 1917. június 15-én még felírta a fekvőhelye mellett lévő falra Gyónás című versét, tíz nappal később elhunyt.

## Megítélése
Gyóni Géza költészetét számos irodalomértő és kritikus tanulmányozta és bírálta az évek során. Munkáik tanulmányozása során hamar kiderülhet: kevés magyar művésszel fordult elő, hogy műveiről és azok minőségéről ily sokan, ily sokféle véleményt alkottak. Erről a változatos vélekedésről írja Hegedüs Géza: „(…) az is lehet, hogy úgyszólván minden róla szóló vélemény félreértés. Már az is, hogy oly sokan jó költőnek tartották. De az is, hogy mások dilettánsnak, legjobb esetben epigonnak mondották.”

### Életében

#### Az Ady-Rákosi, avagy az „Ady-Gyóni vita”
Gyóni Géza költészetének utóéletét és elfoglalt helyét a magyar irodalomban igen kedvezőtlenül befolyásolta az 1915 októberében kipattant irodalmi vita. Előzményeiként fontos ismerni az ekkori főáramlatokat a magyar irodalomban. Ady Endre és köre vezette modern magyar lírikusok csoportját, többségük a szimbolizmus stílusirányzatát követte, gyakorlatilag nyomában járva a 19. század második felének francia szimbolista költőinek (Charles Baudelaire, Arthur Rimbaud, Paul Verlaine). Velük szemben állottak a hivatalos, kormányzati támogatást élvező, nemzeti irodalom képviselői mint például Herczeg Ferenc. A nemzeti irodalom táborának vezéregyénisége a huszadik század elején Rákosi Jenő író, újságíró volt, aki Budapesti Hírlapot főszerkesztőjeként a konzervatív irodalom egyik bázisává tette. Rákosi és tábora régóta igyekezett fogást találni Adyn és az ekkoriban éppen hadifogolyként Krasznojarszk felé menetelő Gyóniban találta meg a tervéhez alkalmas személyt, köszönhetően Géza hazafias, bajtársainak szóló verseinek. Ebben tovább bátorította a Gyóni által neki ajánlott költemény Levél nyugatra címmel. Rákosi e verset értelmezve, tévesen azt a következtetést vonta le, hogy Gyóni az ő híve, közös ellenségük Ady, erre alapozva indította meg később „hadjáratát” Ady ellen.
1915 októberében Rákosi szerkesztőtársaival egy ifjú rajongó üzenetének álcázva levelet küldött Adynak, amelyben az állítólagos rajongó felteszi a kérdést Adynak, mi a véleménye Gyóni Géza költészetéről? Az éppen Csucsán tartózkodó Ady megkapta a levelet és hamarosan igen durva, hozzá képest érzéketlen hangnemben válaszolt. Ady nem foglalkozott a levél érezhetően provokatív szándékával, ugyanis a Budapesti Hírlap és a Borsszem Jankó élclap már régóta intézett támadásokat költészete ellen, ami felingerelte őt. Válaszában a következőket írta: „Kedves fiatal barátom, Gyóni (Áchim) Géza sohase volt költő, s nem is lesz. Ezt még egy világháború sem tudta megcsinálni. Fiatal újságírószimattal a kényelmetlenül kényelmes helyzetében transzponálta az igaz poéták formáit s hangulatait. Természetesen elsősorban engem bányászott ki, de szerencsére nem jó bányász… (…)” A Budapesti Hírlap október 13-i számában lehozta Ady válaszát, megindítva ezzel a két hónapig húzódó irodalmi vitát, amelynek témájában tucatnyi újság mintegy félszáz cikket, vitairatot és véleményt közöl. Rákosi Jenő „Dunántúli” álnéven több cikket is ír, köztük a legismertebb az Ady és felekezete című (Budapesti Hírlap, október 13.), e cikkben Ady költészetét a francia szakácsművészethez hasonlítja amely „akármit úgy elkészít pikáns szószokkal, savanyú lével..., hogy az ínyenc megcsettinti rá a nyelvét, de a természetes és egészséges száj kiköpi.” Október 19-én a Világ hasábjain Mariay Ödön védelmébe vette Adyt, október 20-án Rákosi, álnéven már Babitsot támadta. A Világ után a Pesti Futár, az Élet, a Békés megyei közlöny, a Népszava és még számos további lap szólalt meg és fejezte ki véleményét.
Gyóni a körülötte folyó vitáról mit sem tudott, csupán 1915 decemberében, a Krasznojarszkba látogató Rosthyné Forgách Ilona grófnőtől értesül az afférról, amely ugyan rosszul esett neki, de az erre reagáló Gőgös Hunniában című vers mellékelt jegyzeteiben rezignáltan reagál a történtekre:
| „ | Hazai bántások – kivált ha olvashatnám őket – drága simogatásként hatnak itt. Hiszen én nem a modernek vagy antimodernek ellen, hanem az ellenség ellen fogtam fegyvert és amit írtam sem irodalmi irányok kortes céljaira, hanem magyar katonáknak írtam. Még ha egy versem irodalmi élűnek látszott is, annak sem csupán és nem is főleg irodalmi vonatkozása volt, aminthogy a dekadencia, amit világpenésznek neveztem, nem éppen csak és nem főképpen irodalmi tünet volt. Semmiféle irodalmi téren, hanem csak a harctéren akartam harcolni. Itt lefegyvereztek – s ha az irodalomban is hasonlót akartak velem, az igazán csak melléktragédiája az én magyar poétaságomnak. | ” |
|   | |   |

A vita néhány héttel később lecsendesedett. Következményeit találóan foglalta össze Gyóni volt iskolatársa, Kemény Gábor: „Tragikus volt Gyóni Gézára az Adyval való erőszakos összehasonlítás. Ez a titáni mérkőzés – mivel csak egy titán szerepelt benne – csak Gyóni értékének megcsökkenésével végződhetett.” Összességében tehát megállapítható, hogy az Ady költészetét kezdetektől fogva tisztelő és mintának tekintő Gyónit játszották ki a modernista táborral szemben, teljesen elferdítve és megváltoztatva ezzel Gyóni későbbi megítélését. Juhász Gyula később a következőképpen emlékezett vissza az Ady-Rákosi vitára: „Jenő bácsi egyszerűen ki akart tagadni bennünket a magyarságból, a szegény Gyóni Gézával próbálta agyonpaskolni Adyt.”

### Halálát követően
| „              | Úgy gondolom, nem volt igazán jó költő, nem volt rossz költő sem, de jól tudott verselni, és egy antenna érzékenységével fogta fel a körülötte élők hangulatait, együtt hullámzott a közvélemény következetlenségeivel. Életművéből ki lehetne válogatni egy háborús uszító nacionalista antológiát is, egy indulatos pacifista antológiát is, egy konzervatív petőfieskedő gyűjteményt is, egy dekadens, modernkedő kötetet is, egy Ady-epigon példatárat is, egy forradalomra váró, meggyötört lelkű kortárs hitvallásgyűjteményét is. Nincs az a világszemlélet vallásostól hitetlenig, arisztokratikustól szocialistáig, amely ne találna a maga gyűjteménye számára egy-egy jól mondható Gyóni-költeményt. Nem egy verse olyan, mint egy igazán nagy költő kevéssé sikerült, de azért a színvonalasabb gyűjteményekbe is betehető alkotása. | ” |
| – Hegedüs Géza | |   |

## Kötetei időrendi sorrendben
- Gyóni Á. Géza: Versek; Wigand Ny., Pozsony, 1904
- Szomorú szemmel. Versek; Franklin Ny., Budapest, 1909
- Áchim Géza: Lengyel mezőkön, tábortűz mellett. Versek; Knoller Ny., Przemysl, 1914
- Lengyel mezőkön, tábortűz mellett. Gyóni Áchim Géza przemysli verseinek első itthoni, bővített kiadása; Országos Hadsegélyző Bizottság, Budapest, 1915
- Lengyel mezőkön, tábortűz mellett. 2. itthoni újból megbővült kiadása; Országos Hadsegélyző Bizottság, Budapest, 1915
- Levelek a Kálváriáról és más költemények. A fogságból. 1915; Athenaeum, Budapest, 1915
- Auf polnischen Fluren, am Lagerfeuer. Przemysler Gedichte; sajtó alá rend., németre ford. Rudolf Wotocsek; C. C. Meinhold, Dresden, 1915
- Élet szeretője. Versek 1909–1914; Athenaeum Ny., Budapest, 1917
- Menekülés szibériai rabságból. Hazatérő hadifogoly hőseink szenvedései és kalandjai. Gyóni Géza verseivel; Szabad Szó, Budapest, 1918
- Rabságban. Utolsó versek. 1915–1917; Athenaeum, Budapest, 1919
- Versek. Béke, háború, fogság; Athenaeum, Budapest, 1926
- Gyóni Géza összes versei; sajtó alá rend., életrajz Gyóni Ferenc; MEFHOSZ, Budapest, 1941
- "Repülj már levelem ...". A katonaköltő "Őrangyal"-ához írt szerelmes levelei; sajtó alá rend. Gyóni Ferenc; Vitézi Rend Zrínyi Csoportja, Budapest, 1942
- Gyóni Géza ismeretlen versei. Összes versei 2. kötete; sajtó alá rend. Gyóni Ferenc; MEFHOSZ, Budapest, 1943
- Levelek a Kálváriáról; s.n., Wulfen, 1949 (Nyugat kiadványok)
- Csak egy éjszakára. Válogatott versek; vál., jegyz., bev. Szalai Sándor; Szépirodalmi, Budapest, 1959
- Gyóni Géza válogatott versei; összeáll. Papp János; Városi Tanács, Békéscsaba, 1964
- Az Élet szeretője; vál., sajtó alá rend., előszó Z. Szalai Sándor; Szépirodalmi, Budapest, 1984
- Csak egy éjszakára...; vál., szerk. Hunyadi Csaba; Szukits, Szeged, 1993 (A líra gyöngyszemei)
- Cézár, én nem megyek. Válogatott versek; összeáll., előszó Földváry Györgyi; Kráter, Pomáz, 2004 (Re-Vízió)
- Idegen lantokon. Gyóni Géza versei tizenegy nyelven; szerk. Kapui Ágota, Valentyik Ferenc; Pressman, Dabas, 2010
- Jegyzetek a napról. Válogatott írások a Bácskai Hírlap 1913-as évfolyamából; Életjel, Szabadka, 2016 (Életjel könyvek)
- Fagyott könnycseppek; szerk. Valentyik Ferenc; Antológia, Lakitelek, 2017
- Jajszavas írás. Válogatott versek / Piszmovopl'. Izbrannije sztyihotvorenyija; vál., szerk., oroszra ford. Gaál Áron; Önkormányzata, Budapest–Dabas, 2017
- Gyóni látomások; szerk. Tapodi Katalin; Önkormányzat, Dabas, 2017

## Emlékezete

### Szobrok és emléktáblák
A költő halálhírének megérkeztét követően elsőként, 1917-ben Szabadkán készítettek emléktáblát tiszteletére. Sopronban 1919 végén kapott emléktáblát, míg 1922-ben Békéscsabán felavatták harmadik emlékművét. 1996-ban soproni Deák téren felavatták egész alakos szobrát és emlékművét, melyet Nagy Benedek szobrász alkotott.

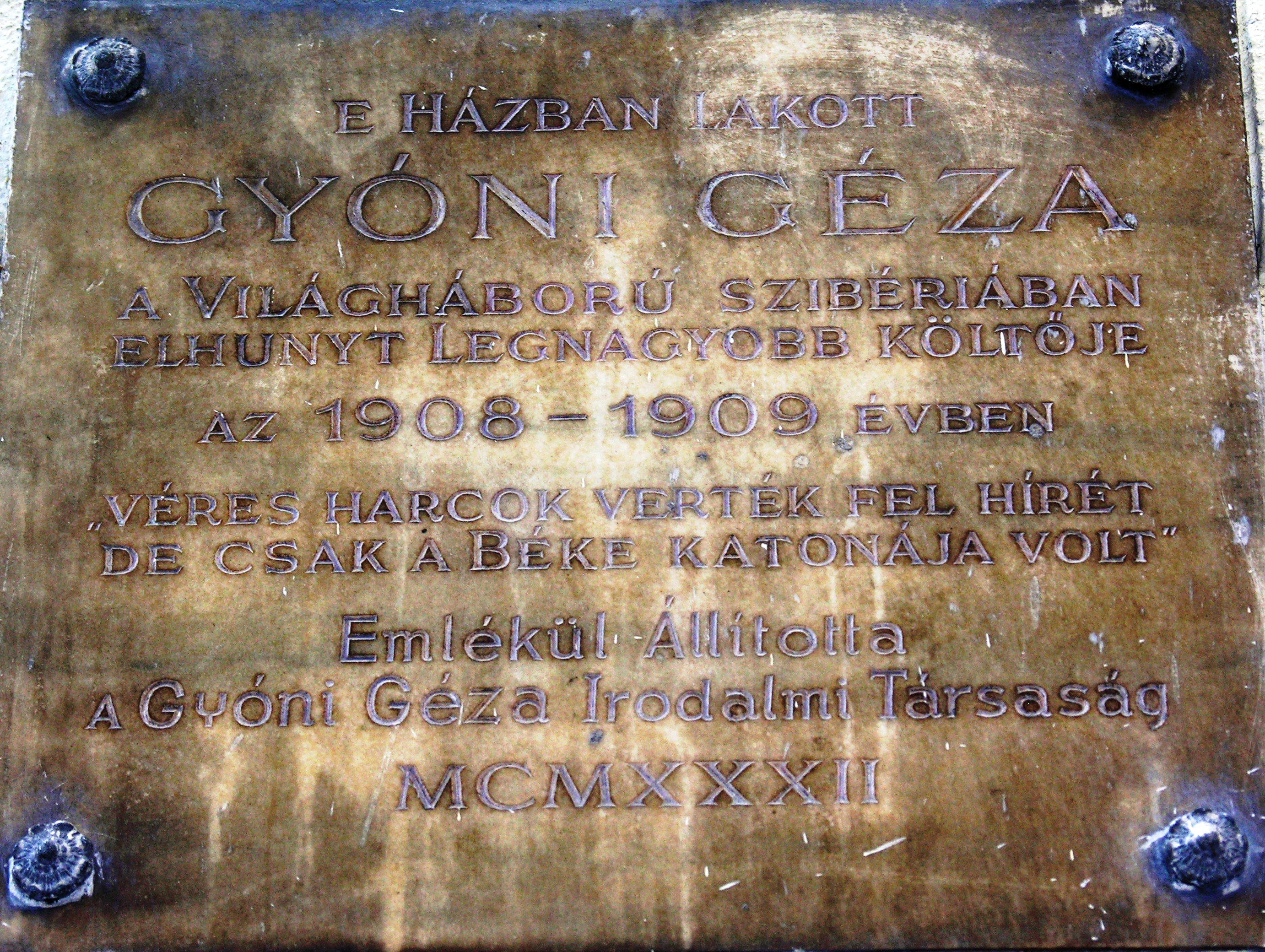
Budapest VII. Damjanich utca 28/a
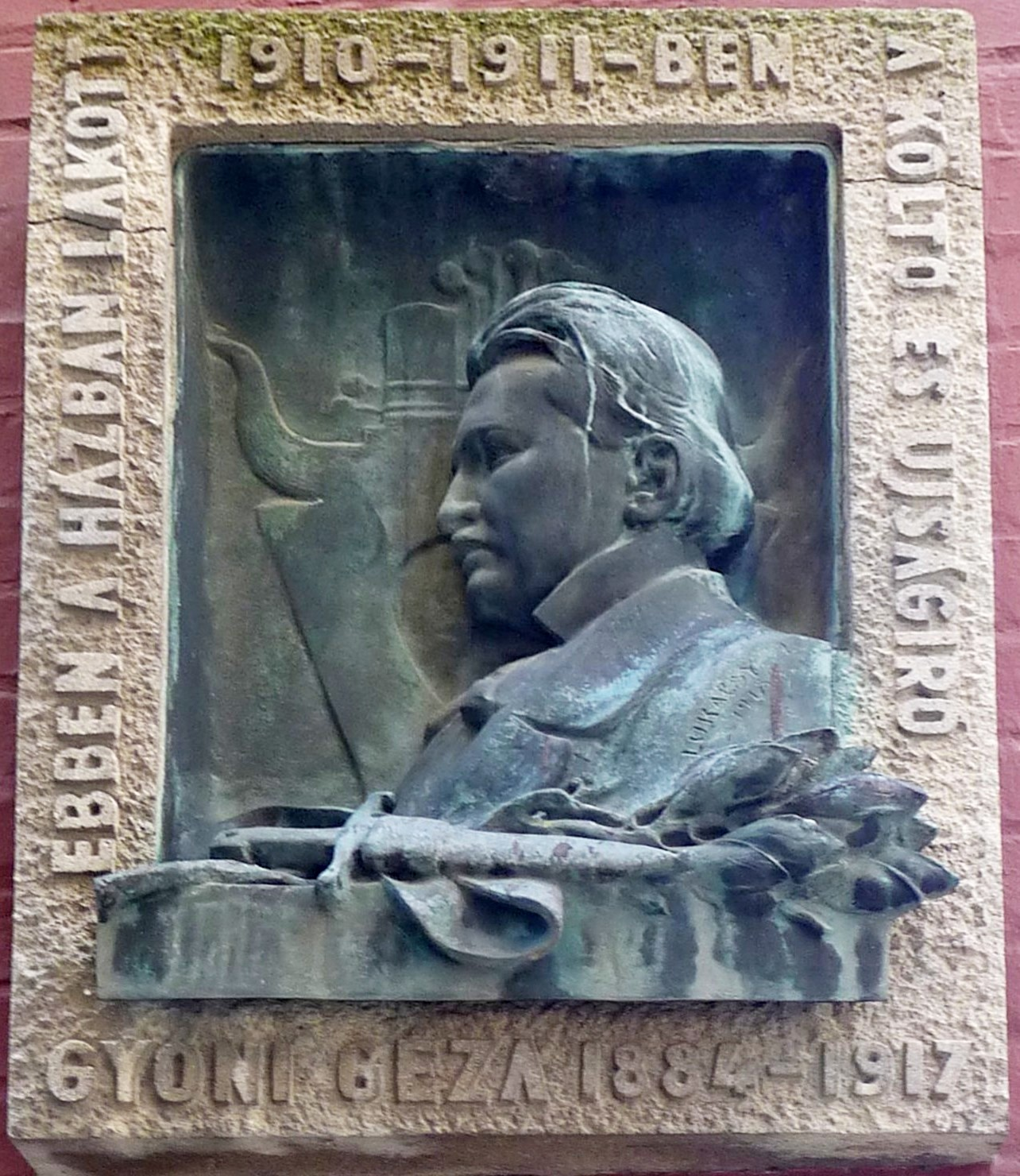
Sopron, Orsolya tér 1.
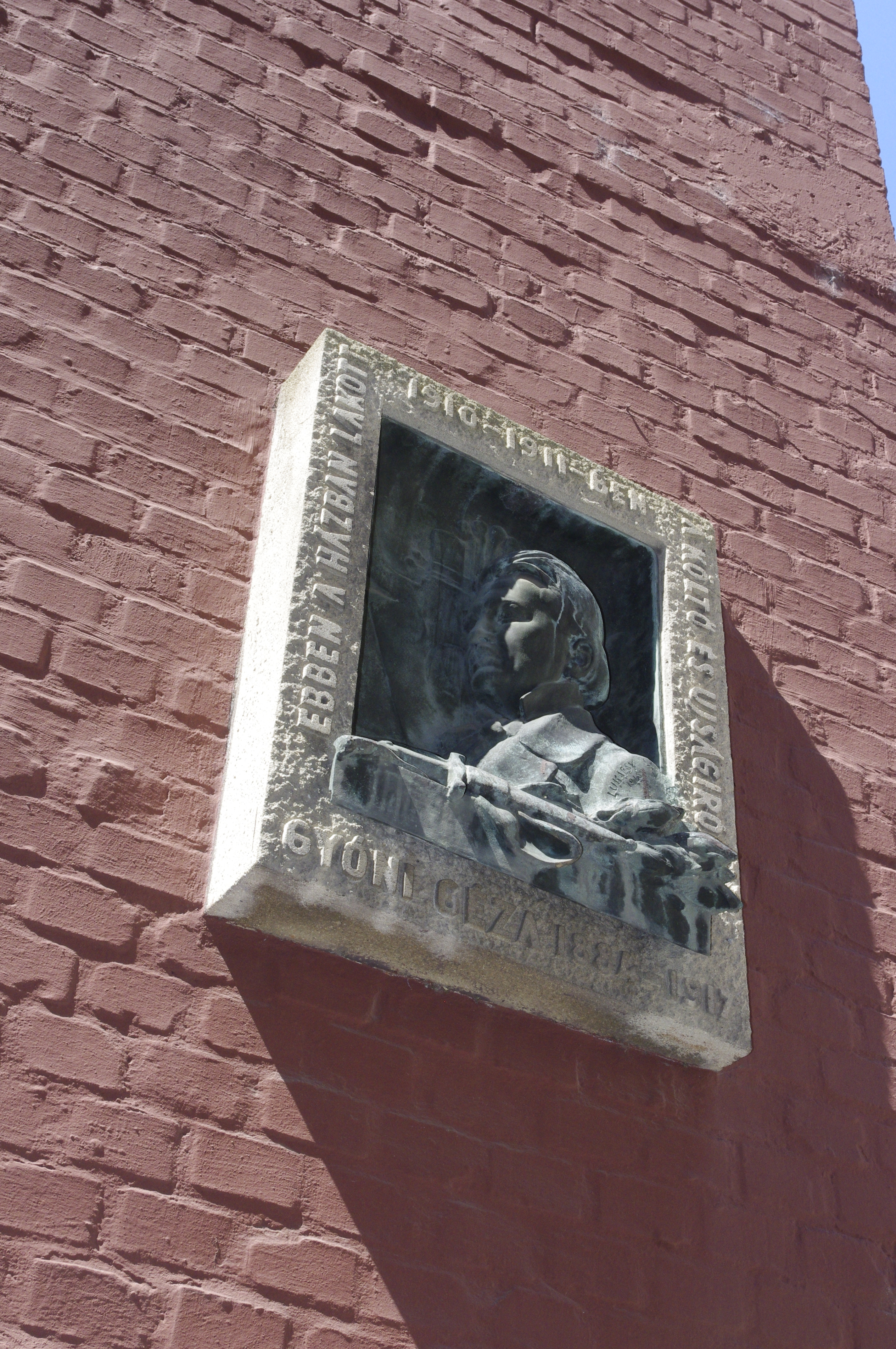
Sopron, Orsolya tér 1.
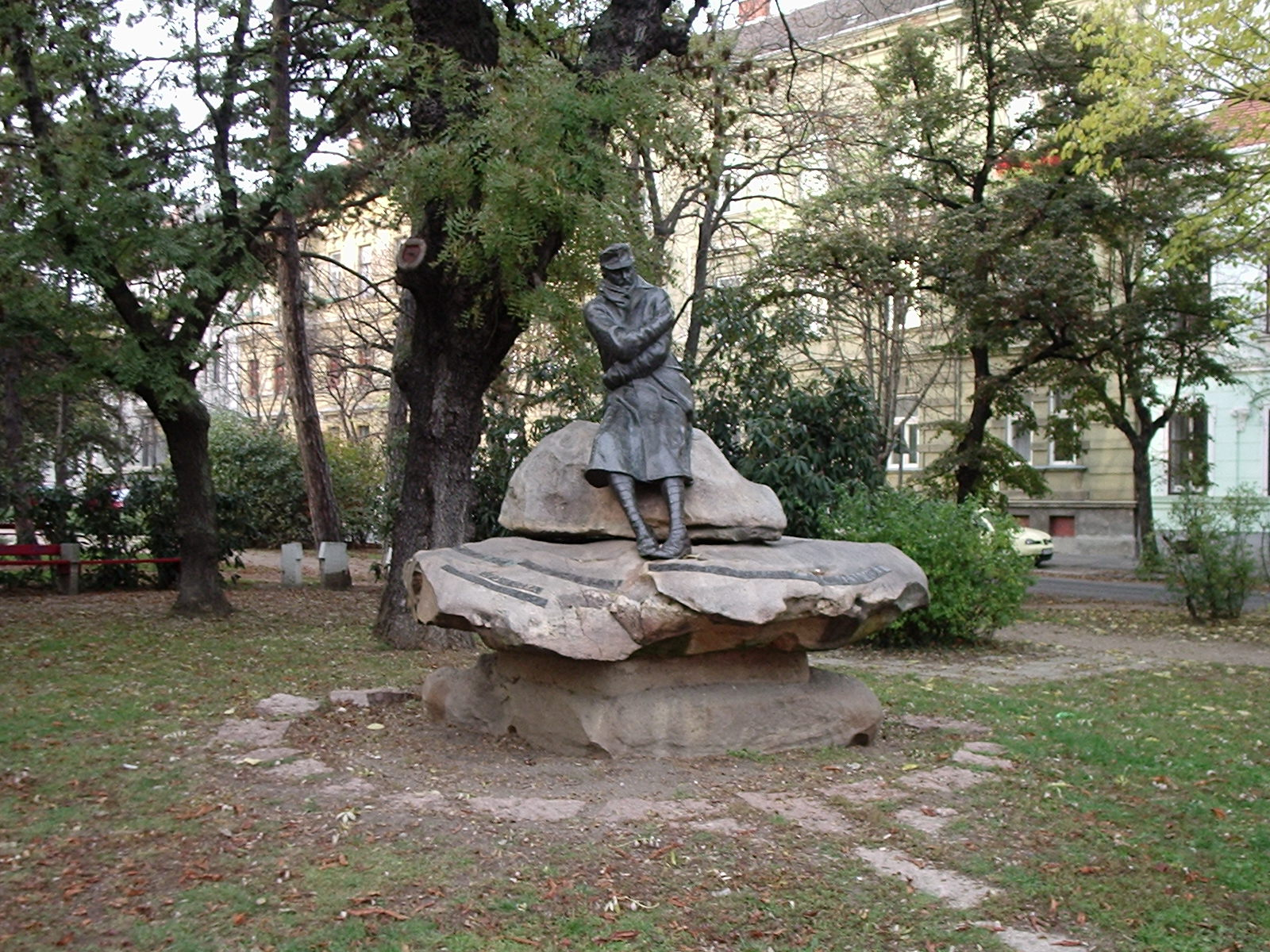
Sopron, Deák tér

### Tér Budapesten
A Fővárosi Közgyűlés 2011. szeptember 28-i rendes ülésén hozott határozata alapján a Margit híd budai hídfőjének déli oldalán fekvő, a Przemyśl-erődnél elesett magyar katonák emlékére 1932-ben állított szobor körüli park a költő nevét viseli.

### A költő földi maradványainak hazahozatalára irányuló kísérletek
A költő életműve halála után nem lett felejtés tárgya, sőt a távoli hadifogságban elhunyt Gyóni népszerűségének kifejezetten jót tett tragédiája. A közvélemény a háború énekesének hősi halálát látta elmúlásában. Halálhírének megérkezése után a Budapesti Hírlap a Petőfi Társasággal együttműködve gyűjtést szervezett a költő földi maradványainak hazahozatalára: országszerte jótékonysági irodalmi ünnepélyeket tartottak. A nemes célt olyan közismert személyek is jelentékenyen támogatták mint például Benyovszky Móric főispán, aki a pécsi Gyóni ünnepély házigazdájaként több ezer koronát ajánlott fel. Az összegyűjtött adományok összege nem ismert, de feltehetően ezrekben-tízezrekben mérhető értékű koronát áldoztak Gyóni hazahozatalára. Politikai úton azonban nem sikerült eredményt elérni, s a háborút követő inflációs időszakban az összeg elértéktelenedett.
1921-ben megalakult a Gyóni Géza Társaság Balogh István elnökletével, a szervezet legfontosabb céljává pedig a költő hamvainak hazai földbe juttatását tekintette. A költő halálának tizedik évfordulója körül megszaporodtak a vele foglalkozó könyvek és újságcikkek, felújították szülőházát. Előrelépés a hamvak hazamozdítása érdekében azonban 1927-ben sem történt. 1934-ben Gyóni 50. születésnapja körül A Reggel című lap bejelentette, hazahozzák Gyóni hamvait a Szovjetunióból. De a bejelentést követően továbbra sem történt előrelépés, ezért Gyón és Dabas lakosai Dinnyés Lajos országgyűlési képviselőt kérték fel segítségül. Eközben folyamatosan gyűlt a pénz a költő maradványainak hazahozatalára létrehozott számlán, ám 1937-ben a közel tizenegyezer pengős vagyont, félve annak elértéktelenedésétől, ingatlanvásárlásra fordította a társaság.
Az ötvenes években újra szóba került a hamvak kérdése, az 1848–49-es forradalom és szabadságharcban az oroszok által rekvirált zászlókkal együtt szolgáltatták volna vissza Gyóni földi maradványait, de a megegyezésből végül kimaradt az őt érintő rész.
2010 nyarán a Magyar Nemzet „Megtalálták Gyóni Géza sírhelyét” címmel közölt egy hírt, amely állításról néhány nap után kiderült, nem felel meg a valóságnak. 2016-ban a Gyóni sírhelye után kutató Kovács László régészt kérdezték, van-e remény a hant fellelésére. Kovács szerint egyértelműen nincs többé esély arra, hogy a meglévő dokumentumok alapján megtalálják Gyóni nyughelyét. A krasznojarszki katonai temető egy részét privatizálták, a maradék területen létrejövő Szentháromság temetőbe pedig több rétegben temettek, ráadásul sok második világháborús szovjet katonát is itt helyeztek nyugalomra, így a hamvak fellelésére ma már igencsak minimális esély van.

## Elismerései
- A Csak egy éjszakája... című verse Watson Kirkconnell  tolmácsolásában 1934-ben elnyerte a Brit Királyi Irodalmi Társaság pályázatának nagydíját
- Magyar Örökség díj (2017)[34]